# هرمان فلیگ
هرمان فلیگ (به آلمانی: Hermann Fliege) (۹ سپتامبر ۱۸۲۹، استندال، آلمان – ۸ نوامبر ۱۹۰۷، سنت پترزبورگ) آهنگساز و رهبر ارکستر آلمانی بود. درسال ۱۸۸۲ او به‌عنوان اولین مدیر ارکستر فیلارمونیک سن پترزبورگ منصوب‌شد، زمانی که او به‌عنوان رهبر گروهی متشکل از ۱۰۰ نوازنده در دربار تزار الکساندر سوم انتخاب‌شد. او تا زمان مرگش درسال ۱۹۰۷ به این سمت ادامه داد.

## آهنگ‌سازی
- Eine fromme Schwester (اپرا)[۳]